# V528 Возничего
V528 Возничего (лат. V528 Aurigae) — одиночная переменная звезда в созвездии Возничего на расстоянии (вычисленном из значения параллакса) приблизительно 3050 световых лет (около 935 парсеков) от Солнца. Видимая звёздная величина звезды — от +11,2m до +8,1m.

## Характеристики
V528 Возничего — красная пульсирующая переменная звезда, мирида (M) спектрального класса M. Эффективная температура — около 3284 K.